# Jan Hooss
Jan Hooss ist ein deutscher Künstler und Bildhauer. Hooss ist als Vertreter der Stuckbildhauerei international bekannt.

## Leben
Jan Hooss wurde ab 1984 bei Manfred Siller und Xaver Mahler zum Stuckbildhauer ausgebildet und verfolgte im Anschluss das Studium der Bildhauerei bei Giuseppe Spagnulo und zudem bei Karl-Henning Seemann an der Staatlichen Akademie der Bildenden Künste Stuttgart.
Ein Gaststudium brachte ihn ab 1996 in die Klasse von Marie-Jo Lafontaine an der Staatlichen Hochschule für Gestaltung Karlsruhe.
Seit 2008 ist Jan Hooss Dozent für Stuckbildhauerei an verschiedenen Akademien, so beispielsweise an der Staatlichen Akademie der Bildenden Künste Stuttgart. und an der HfBK Dresden.
Hooss lebt und arbeitet, wenn nicht projektweise an einem anderen Ort, in Stuttgart.

## Ausstellungen / Projekte
Das Projekt- und Ausstellungswerk des Künstlers Jan Hooss umfasst ein breites Spektrum und reicht von zahlreichen Arbeiten in diversen öffentlichen Schlössern, Museen und Galerien weltweit, über Projekte für internationale Firmen, wie beispielsweise DDG Partners in New York City bis zur Ausgestaltung von Privatanwesen, wie beispielsweise des Chateau Miraval in Frankreich von Brad Pitt und Angelina Jolie.
2018
- Stadtmuseum Stuttgart, Jangled Nerves | 36 Drahtporträts von Persönlichkeiten aus der Stadtgeschichte für die Dauerausstellung

2017
- Gut Jägersbrunn, E. v. Guttenberg | Neuer Stuckdekor in der Musikakademie (mit Thomas Hummel)
- Villa Schauer, Wien | “Cappricci” (Stuckreliefs)
- EnBW, Stuttgart | Ausstellung Release und Kunst[8]

2016
- Würzburger Residenz, Gartensaal | Rekonstruktion fehlender Teile des Bossi Dekors[9]
- Büro Schlumpberger | Stuckskulptur
- Fa. Netvico | 30 Zeichnungen für die Weihnachtsedition
- Stuttgarter Kunstverein | Ausstellung mit der Gruppe “Linienscharen”[10]

2015
- DDG Partners, New York City | Stuckrelief “Fireplace” für das Foyer des Gebäudes 180E 88th Str[11][12][13][14]
- Studien für Licht / Stuckobjekte (mit P. Guthrie)

2014
- Chateau Miraval, Frankreich | Großes Deckenrelief und ornamentale und figürliche Stuckobjekte und -reliefs in verschiedenen Räumen des Anwesens[15][16]

2013
- Stuttgarter Kunstverein | Ausstellung mit der Gruppe “Linienscharen”
- Schloss Ellingen | Stuckrekonstruktion der Prachttreppe
- Modegeschäft Garhammer, Waldkirchen (für Büro Blocher und Blocher Stuttgart, Atelier Arti Decorative, München) | Präsentationsdekor
- Skulpturale Pferdegruppe
- Hotel Bayerischer Hof (München), Frühstücksraum | Stuckreliefs für Sitznischen.
- Münchner Residenz | Untersuchung und Kalkulation zur Rekonstruktion der “Gelben Treppe”
- Sitzmöbelstudien

2012
- Verschiedene figürliche Plastiken, u. a.: „Hermaphrodit“ für Christopher Gordon und “Golgatha” für Uwe Brückner
- “3 figürlicher Affenstall”, “Selbstreinigung”, “Beschnüffeln”, und andere figürliche Kompositionen
- Kloster Oberschönenfeld, Kirche | Rekonstruktion eines Putto
- Atelier Brückner, Stuttgart | Ausstellung von Zeichnungen und Skulpturen.

2011
- Kanzlei Bürkle und Partner, Stuttgart | Ausstellung von Zeichnungen und figürlicher Plastik

2010
- Figürliche Studien zu einem Ausstellungskonzept
- Residenzschloss Dresden | Ornamentik für den Ballsaal
- Brühlsche Terrasse, Dresden | Rekonstruktion des Ludwig Richter-Denkmals (Gipsmodell)

2008 / 2009
- Residenzschloss Dresden, Englische Treppe | Rekonstruktion der Stuckdecke mit ornamentalem Stuck, Genie (Größe 2 Meter 30), Putti und Fama auf dem Kamin

2008
- Verschiedene Figürchenkompositionen und -studien in Wachs
- Schweriner Burggarten | Rekonstruktion des “David mit dem Haupte Goliaths” (Bronzeguss nach dem Gipsmodell wurde ausgeführt durch die Firma Borchardt)
- Rom-Studien

2007
- Palais im Großen Garten, Dresden | Herstellung von Musterobjekten zur geplanten Rekonstruktion des Dekors im Festsaal (mit M. Siller)
- Kloster Tegernsee, Quirinuskapelle der Klosterkirche | Restaurierung und Rekonstruktion hochwertigen Rokoko-Stucks
- Ausstellungen für die Daimler AG (mit Jangled Nerves) in London, Paris, München und Berlin | Bionic Car[17]

2006
- Stuttgarter Ballett | “Der Nussknacker” – Ausstellung mit Skizzen, Zeichnungen und Figuren zum Ballett von Marco Goecke

2004 / 2005
- Galerie Schapp, Stuttgart | Deckenskulptur “Rococo”
- Schloss Lustheim, Oberschleißheim | Rekonstruktion von raumtragenden Stuckengeln nach Francesco Brenno in der Renatuskapelle

2002 / 2003
- Schloss Veitshöchheim | Rekonstruktion von zwei Stuckdecken im Weißen Saal nach Antonio Bossi

2002
- Galerie Hoss und Wollmann, Stuttgart | “Dancerkits” – Baukästen von 8 Tänzern des Stuttgarter Balletts (B. Breiner, R. Conn, M. Lieber, T. Lempertz, J. Reilly, K. Wünsche, C. Tanesini, I. G. Ortega)
- San Remo | Tunnelkunstprojekt: “Galeria Cantante”

2001
- Barcelona (Hangar-Stipendium) | “Katalanischer Zebrastreifen” und Skulptur “Nostalgia”, Zeichnungen

2000
- Galerie Angelika Harthan, Stuttgart | Zwischenbilanz der Puppenreise (Video und  Zeichnungen)

1999
- Landesmuseum Württemberg, Spielzeugmuseum Aulendorf | Spielzeuge im Erwachsenenformat als Leitfiguren der vier Ausstellungsabteilungen
- Galerie Angelika Harthan, Stuttgart | Eröffnung des Großpuppenreiseprojektes: “MAAMA”
- Deutsches Gartenbaumuseum, Erfurt | Installation “Rosenraum” (für Atelier Brückner, Stuttgart)

1998
- Galerie Raiser Lopez, Stuttgart | Ausstellung von Skulpturen und Zeichnungen

1996
- Städtische Galerie Backnang | Gruppenausstellung
- Städtische Galerie Rottenburg am Neckar | Gruppenausstellung
- Städtische Galerie Pfullingen | Gruppenausstellung
- Nulvi, Sardinien | Symposium – “Opposizionista” und “Porta della Nostalgia”

## Wettbewerbe
2011
- Ministeriumsgebäude Stuttgart | Entwurf von 16 Figuren, die das Gebäude bespielen[18]

1998
- “Kunst für den Bundesrat”| Entwurf von 16 Figuren für die Attikazone des “Preußischen Herrenhauses” (mit Per Kirkeby, Markus Lüpertz, Rebecca Horn, Thomas Schütte, Antony Gormley)
- “Bundesadler” (mit Kurt Weidemann)

## Trivia
Hooss stattet 2018 „La Fête Privée“ zugunsten des Kinderhospiz Stuttgart mit seiner Skulptur „Robert“ aus.